# LIVING WITH A GHOST
『LIVING WITH A GHOST』(リビング・ウィズ・ア・ゴースト)は、日本のシンガーソングライター鬼束ちひろのライブ映像作品。

## 解説
ライブ映像作品としては、『HUSH HUSH LOUD』より、約2年2か月振りとなる。
2020年11月17日に行われたライブ『UNHESITATE』の東京Bunkamuraオーチャードホールでの公演の様子を収めたBlu-ray/DVDが収録。

## 収録曲

### LIVE Blu-ray/DVD [UNHESITATE]
- Live at 東京Bunkamuraオーチャードホール on November 17, 2020

1. ARIA DA CAPO (ゴールドベルグ変奏曲より)
2. BORDERLINE
3. End of the world
4. Tiger in my love
5. Beautiful Fighter
6. イノセンス
7. 私とワルツを
8. 流星群
9. ダイニングチキン
10. EVER AFTER
11. 悲しみの気球
12. 火の鳥
13. MAGICAL WORLD
14. CROW
15. 蛍
16. 書きかけの手紙
17. 月光
18. 嵐々丘